# FIFA International Soccer
FIFA International Soccer je videohra s fotbalovou tematikou vyvinutá společností Extended Play Productions a vydaná společností Electronic Arts. Jedná se o první díl herní série FIFA.
Hra poprvé vyšla v červenci roku 1993 na osobních počítačích, poté v prosinci roku 1993 pro konzoli Mega Drive a v roce 1994 došlo na portování pro další herní platformy. Vyšla v rámci konaného Mistrovství světa 1994 a turnaje reprezentačních mužstev.
Na oficiálním obale hry se nachází anglický záložník David Platt a polský záložník Piotr Świerczewski.

## Hratelnost
Hráč ovládá jednoho z jedenácti fotbalistů ze svého týmu, mezi nimiž se může přepínat. Hru je také umožněno hrát až pro čtyři hráče, kde každý z hráčů ovládá ve hře jiného fotbalistu. Hráči si také mohou vybrat, zda budou chtít ovládat fotbalistu ve svém týmu, nebo v týmu soupeře. Zbytek fotbalistů je ovládán počítačem.
Hra obsahuje čtyři hlavní herní módy: Exhibice, Turnaj, Liga a Play-off. Hra využívá izometrické zobrazení.
Hra obsahuje možnost hodu mince před začátkem zápasu. Hráč si zvolí stranu mince. V případě výhry si vybírá mezi ziskem míče a volbou strany, v případě prohry bere zbylou možnost.
Pokud není v zápase po základní hrací době a prodloužení rozhodnuto o vítězi, tak se hraje dál s pravidlem zlatého gólu.
Ve hře se nachází celkem 51 národních týmů a navíc tým s názvem EA All Stars. Každý z těchto týmů obsahuje 20 fotbalistů, všichni z nich jsou ovšem fiktivní.

## Národní týmy
- Alžírsko
- Anglie
- Argentina
- Austrálie
- Belgie
- Bolívie
- Brazílie
- Bulharsko
- Čína
- Česká republika
- Dánsko
- Francie
- Hongkong
- Chile
- Irák
- Irsko
- Itálie
- Izrael
- Japonsko
- Jižní Korea
- Kamerun
- Kanada
- Katar
- Kolumbie
- Lucembursko
- Maďarsko
- Maroko
- Mexiko
- Německo
- Nigérie
- Nizozemsko
- Norsko
- Nový Zéland
- Pobřeží slonoviny
- Polsko
- Portugalsko
- Rakousko
- Rumunsko
- Rusko
- Řecko
- Saúdská Arábie
- Severní Irsko
- Skotsko
- Španělsko
- Švédsko
- Švýcarsko
- Turecko
- Ukrajina
- Uruguay
- USA
- Wales